# Lagbilin
Lagbilin, également orthographié Logbilen ou Logbilin, est une localité située dans le département de Bouroum de la province du Namentenga dans la région Centre-Nord au Burkina Faso. 

## Géographie
Localité dispersée en plusieurs centres d'habitations, Lagbilin se trouve à 6 km à l'ouest de Bouroum, le chef-lieu du département, et à 45 km au nord-ouest de Tougouri.

## Économie
L'économie du village, traditionnellement agro-pastorale, est également affectée par la mine d'or de Kayara, située partiellement sur son territoire, et exploitée de manière industrielle par la société russe Nordgold depuis 2018 et l'octroi d'un permis, après avoir été auparavant durant de nombreuses années exploitée par des orpailleurs artisanaux, non sans conséquences sanitaires et écologiques avec la pollution de la rivière qui traverse le village.

## Éducation et santé
Le centre de soins le plus proche de Lagbilin est le centre de santé et de promotion sociale (CSPS) de Bouroum tandis que le centre médical (CM) de la province se trouve à Tougouri.
Lagbilin possède une école primaire publique.